# Megaselia superpilosa
Megaselia superpilosa är en tvåvingeart som beskrevs av Bridarolli 1951. Megaselia superpilosa ingår i släktet Megaselia och familjen puckelflugor. Inga underarter finns listade i Catalogue of Life.